# Lorenzo Rota
Pour les articles homonymes, voir Rota.
Lorenzo Rota (né le 23 mai 1995 à Bergame en Lombardie) est un coureur cycliste italien, membre de l'équipe Intermarché-Circus-Wanty.

## Biographie
En 2018, il termine treizième du Tour du Limousin.
Il commence sa saison 2020 par une 5e place sur le Trofeo Laigueglia. Il enchaîne par le Tour d'Antalya, auteur d'une 6e place sur la troisième étape et s'y classant 12e du classement général. Il décroche deux tops 20 en France avant que la saison ne soit suspendue à cause de la pandémie de Covid-19, 6e de la Classic de l'Ardèche et 18e de la Drôme Classic. Il reprend la compétition le 3 août sur le Trittico Lombardo (20e) et enchaîne alors les places d'honneur sur des courses d'un jour italiennes, 28e de Milan-San Remo, 13e du Tour du Piémont, 18e du Tour de Lombardie et du Tour d'Émilie, 14e du Trophée Matteotti. En octobre, il est retenu pour participer au Tour d'Italie.
Le 16 novembre 2020, l'équipe belge Circus-Wanty Gobert annonce son arrivée pour les saisons 2021 et 2022. Il y retrouve ses compatriotes Andrea Pasqualon et Simone Petilli pour sa première expérience à l'étranger et au niveau World Tour. Il débute sous ses nouvelles couleurs en France sur la Classic de l'Ardèche (20e) et la Drôme Classic (12e). Trois jours plus tard, il se classe 10e du Trofeo Laigueglia avant d'enchaîner les épreuves World Tour avec les Strade Bianche (34e), Tirreno-Adriatico (22e) et Milan-San Remo.
En 2021, il participe à Liège-Bastogne-Liège, où il est membre de l'échappée du jour. En deuxième partie de saison, il arrive pour la victoire sur la Classique de Saint-Sébastien et prend finalement la quatrième place. Entre 2017 et 2022, il participe à cinq grands tours, où il a principalement un rôle d'équipier. Lors du Sazka Tour 2022, il remporte la deuxième étape et prend la tête du classement général, qu'il conserve avec succès jusqu'à la fin du tour. Lors de cette saison, il est également deuxième de la Polynormande et dixième de la Classique de Saint-Sébastien.

## Palmarès

### Palmarès amateur
- 2012
  - Coppa Dondeo
  - 2e du Trofeo Cassa Rurale e Artigiana di Cantù
  - 2e de la Coppa Borgo Panica
  - 3e du Giro della Castellania
- 2013
  - Trofeo Comune di Gussago
  - Giro della Castellania
  - Trofeo Rovelli Maria
  - 2e du Trofeo Cassa Rurale e Artigiana di Cantù
  - 2e du Tour de la Province de Bielle
  - 2e du Gran Premio Liberazione Città di Massa
  - 2e du Giro di Basilicata
  - 2e de la Coppa Borgo Panica
  - 3e de la Coppa Dondeo
  - 3e du Gran Premio San Michele
  - 3e du Trofeo Dorigo Porte
  - 3e du Mémorial Pietro Zipponi
  - 5e du championnat du monde sur route juniors
- 2015
  - 2e de la Coppa San Geo
  - 2e du Trofeo Alcide Degasperi
  - 3e du Trophée international Bastianelli
  - 3e du Grand Prix de Poggiana

### Palmarès professionnel
- 2021
  - 4e de la Classique de Saint-Sébastien
- 2022
  - Sazka Tour : 
    - Classement général
    - 2e étape

  - 2e du championnat d'Italie sur route
  - 2e de la Polynormande
  - 2e du Tour de Toscane
  - 3e du Tour de Wallonie
  - 10e de la Classique de Saint-Sébastien
- 2023
  - 2e du championnat d'Italie sur route
  - 3e du Trophée Matteotti
  - 5e d'Eschborn-Francfort
- 2024
  - 2e du championnat d'Italie sur route

## Résultats sur les grands tours

### Tour de France
1 participation
- 2021 : 63e

### Tour d'Italie
5 participations
- 2017 : 151e
- 2019 : 85e
- 2020 : 93e
- 2022 : 32e
- 2023 : 46e

### Tour d'Espagne
1 participation
- 2024 : non-partant (11e étape)

## Classements mondiaux
| Année                                 | 2015 | 2016  | 2017 | 2018  | 2019 | 2020 | 2021 | 2022 | 2023 | 2024 |
| ------------------------------------- | ---- | ----- | ---- | ----- | ---- | ---- | ---- | ---- | ---- | ---- |
| Classement mondial                    |      | 1740e | 831e | 1751e | 524e | 153e | 89e  | 48e  | 85e  | 162e |
| UCI Europe Tour                       | 202e | 1230e | 579e | 1155e | 402e | 126e | 75e  | 41e  | 68e  | 132e |
| UCI Asia Tour                         | nc   | nc    | 524e | nc    |      |      |      |      |      |      |
|                                       |      |       |      |       |      |      |      |      |      |      |
| Légende : nc = non classéSource : UCI |      |       |      |       |      |      |      |      |      |      |